# Fernanda Brandão
Fernanda Brandão Gonçalves da Silva (sinh ngày 3 tháng 5 năm 1983 tại Belo Horizonte), hay còn được biết đến với nghệ danh là Laava, là nữ ca sĩ, nghệ sĩ thu âm và vũ công người Brasil. Cô nổi tiếng với tư cách là một thành viên trong nhóm nhạc pop Latinh có tên Hot Banditoz.

## Thời thơ ấu
Fernanda Brandão sinh ra tại Belo Horizonte, Minas Gerais nhưng lớn lên tại thành phố Rio de Janeiro, Brasil. Khi mới bốn tuổi, cô đã tham gia hát các ca khúc samba tại lễ carnival Rio. Fernanda sinh ra trong một gia đình có truyền thống âm nhạc, mẹ của cô đã từng tham gia sản xuất một vài đĩa đơn nhạc pop thành công, chú và dì của cô cũng là những nghệ sĩ âm nhạc nổi tiếng ở Brasil. Khi nhỏ, cô cũng thường dành thời gian cho việc thu âm các bài hát trong phòng thu. Năm cô chín tuổi, cả gia đình cô chuyển đến sinh sống tại thành phố Hamburg nước Đức. Sau này, khi trưởng thành, cô vẫn thường xuyên đi lại giữa Đức và Brasil để tiếp tục sự nghiệp ca nhạc.

## Sự nghiệp
Trong khoảng thời gian từ năm 2002 đến năm 2004, Fernanda Brandão trở nên nổi tiếng với tư cách là một nghệ sĩ đơn ca tại Hoa Kỳ, Canada và các nước châu Âu, dưới nghệ danh là Laava. Đĩa đơn nổi bật của cô ở thời điểm này là Wherever You Are (I Feel Love), ra mắt khán giả dưới nhãn đĩa Edel Records tại Đức và Robbins Entertainment tại Hoa Kỳ.